# كريستيان فاسكيز
كريستيان فاسكيز (بالإنجليزية: Christian Vázquez) هو لاعب كرة قاعدة أمريكي، ولد في 21 أغسطس 1990 في بايامون في الولايات المتحدة.

## وصلات خارجية
- كريستيان فاسكيز على موقع دوري كرة القاعدة الرئيسي (الإنجليزية)
- كريستيان فاسكيز على موقعبيزبول رفرنس.كوم (الدوري الرئيسي) (الإنجليزية)
- كريستيان فاسكيز على موقعبيزبول رفرنس.كوم (الدوري الثانوي) (الإنجليزية)
- كريستيان فاسكيز على موقع إي إس بي إن.كوم (أم.أل.بي) (الإنجليزية)
- كريستيان فاسكيز على موقع مشجعي الرسوم البيانية (الإنجليزية)